# Новогодний пунш
«Нового́дний пунш» (нем. Silvesterpunsch) — двенадцатый эпизод первой серии популярного западногерманского телесериала «Одно сердце и одна душа». Эпизод впервые вышел в эфир в предновогодний вечер (нем. Silvesterabend) 1973 года, а в дальнейшем регулярно транслировался накануне Нового года по телеканалам: ARD, WDR, NDR, RBB,
SWR.

## Жанр сериала
Жанр этой телевизионной серии относится к ситуационной комедии с использованием приёмов буффонады, сатиры, иронии, гротеска, окарикатуривания персонажей и их действий.
Немецкий телесериал «Одно сердце и одна душа» (1973—1976 годы) был преобразованием английского ситкома «Пока смерть не разлучит нас» (1965—1975 годы), созданного Джонни Спайтом — сценаристом британских телесерий с чёрным юмором, популярных у зрителей BBC One.
Выражение «Одно сердце и одна душа» можно найти в Деяниях апостолов:

У множества же уверовавших было одно сердце и одна душа; и никто ничего из имения своего не называл своим, но всё у них было общее. — (Деян 4, 32)
Название немецкого сериала контрастирует с той «холодной войной», которую глава семьи Альфред постоянно ведёт со своими домочадцами на кухне и в гостиной.
Автор ситкома «Одно сердце и одна душа» — немецкий сценарист и журналист Вольфганг Менге (нем. Wolfgang Menge, 10 апреля 1924, Берлин — 17 октября 2012, Берлин) был назван в журнале «Шпигель» человеком, который принёс на телевидение реальность. Ситком Вольфганга Менге привлёк внимание зрителей жизненными ситуациями, контрастами поведения и речи персонажей, в отличие от ряда слащавых семейных сериалов для бюргеров.

## Характеристика персонажей
Имена немецких персонажей (Альфред, Эльза, Рита, Михаэль) практически такие же, как английские Альф, Эльза, Рита, Майк (англ. Alf, Else, Rita, Mike) в британском сериале Джонни Спайта, который стал прообразом этого ситкома.
Автор сценария Вольфганг Менге разработал характеры главных действующих лиц, которые вместе с деталями их биографий постепенно проясняются в диалогах и монологах.
Альфред Тецлаф (нем. Alfred Tetzlaff) — глава семьи (ровесник сценариста). Родился 10 апреля 1924 года в чешском городе Теплице, но детство провёл в Большом Берлине, поэтому иногда переходит на берлинский диалект. Он служил в Вермахте на территории Польши, Франции, России, окончание войны встретил капралом в палате лазарета. Альфред стремится произвести впечатление своими языковыми навыками, знанием пословиц и литературных цитат, которые зачастую толкует превратно. Он работает коммерческим сотрудником в компании «Blumenhagen & Söhne», является активным болельщиком берлинского футбольного клуба «Герта», любит читать газету «Bild», откуда черпает свои новые знания о мире в период правления Вилли Брандта.
Альфред Тецлаф — семейный тиран и реакционный обыватель, позволяющий себе унизительные замечания, шовинистские, женоненавистнические высказывания как по отношению к родным и знакомым, так и по адресу политиков, SPD-правительства, гастарбайтеров. Сам Альфред тоже часто становится предметом насмешек из-за небольшого роста, претензий на всезнайство и неумелых попыток что-то отремонтировать или соорудить.
Эльза Тецлаф, урожд. Бётэфюр (нем. Else Dorothea Tetzlaff, geb. Böteführ) — супруга Альфреда, родом из города Эльмсхорн. У неё есть сестра Доротея, но они практически не общаются. В отличие от мужа, Эльза не разбирается в политике и занимается только домашним хозяйством. Альфред регулярно обзывает жену недалёкой (нем. einfältige) и глупой коровой (нем. blöde Kuh).
Рита Граф, урожд. Тецлаф (нем. Rita Graf, geb. Tetzlaff) — дочь Альфреда и Эльзы. Работает продавщицей в косметическом отделе универмага, состоит в браке с Михаэлем и живёт с ним в своей бывшей детской комнате. Рита вынуждена регулярно терпеть капризные выходки отца, который считает дочь своенравной.
Михаэль Граф (нем. Michael Graf) — муж Риты, родом из ГДР, где продолжают жить его родители. Михаэль регулярно слышит от Альфреда такие обращения к себе, как осси, комсомолец, длинноволосая большевистская гиена и т. п. Характер у ленивого Михаэля добродушный, его профессия — специалист по точной механике.

## В ролях

Хайнц Шуберт в роли «отвратного Альфреда»

| Актёр              | Роль                 |
| ------------------ | -------------------- |
| Хайнц Шуберт       | Альфред Тецлаф       |
| Элизабет Видеман   | Эльза Доротея Тецлаф |
| Хильдегард Крекель | Рита Граф            |
| Дитер Кребс        | Михаэль Граф         |

## Место действия
Действие всех выпусков немецких серий происходит в 1970-е годы в рабочем квартале рурского города Бохум, где вместе в одном доме живут два поколения: мелкобуржуазные консервативные родители и их дочь с мужем, подверженным влиянию протестных движений 1968 года. Меблировка комнат в доме подчёркнуто старомодная.
Съёмка записана перед сидящими в студии зрителями, их закадровый смех отражает непосредственную реакцию на комические ситуации и обмен репликами между членами семьи.

## Сюжет
Новогодний выпуск комедийного сериала посвящён приготовлениям и торжественной встрече праздника в домашней обстановке.
Гвоздём программы становится пунш, который глава семейства готовит по секретному рецепту, усвоенному от предков. Во время непрерывных проб напитка (на пару с Михаэлем) верный себе Альфред и на кухне продолжает рассуждать о неудачах правителей. Пытаясь поддержать резонёрство мужа на политические темы, Эльза путает бывшего немецкого канцлера Кизингера с госсекретарём США Киссинджером, удивляясь при этом, что во главе немцев стоял еврей. Стимулирующее действие напитка быстро ведет к «полному» успеху семейного праздника.
При переливании горячего пунша из кастрюли лопается стеклянный сосуд, и драгоценный напиток, ошпарив ногу Альфреду, разливается по столу и по полу. Оправившись, отец семейства снова готовит пунш, прихватив на кухню стопку газет, чтоб порадовать домашних международными новостями.
Телеаудитория особенно живо реагирует на фрагмент, когда Альфред рассуждает о гимне Германии, мелодию которого Михаэль вспоминает только потому, что он звучит перед началом футбольных матчей. Это возмущает главу семьи, требующего благоговейного отношения к
«Песни немцев». Эльза добавляет, что муж исполняет гимн всегда стоя, даже если он один в комнате. Альфред спрашивает, откуда ей это известно, если никого в комнате нет. Михаэль подзуживает, намекая на рост тестя, мол нет особой разницы, сидит он или стоит. Но низкий рост не мешает Альфреду выглядеть привлекательно и зажигательно при исполнении танго в завершении новогоднего эпизода.

## Отклики
Грубые словечки — Scheiße (дерьмо), Arschloch (задница) и прочие, которые постоянно употребляет главный герой телесериала, поначалу вызывали резкое возмущение добропорядочных немецких бюргеров. Зрители и журналисты дали хозяину дома стойкое прозвище — «отвратный Альфред» (нем. Ekel Alfred). Благодаря таланту актёра Хайнца Шуберта созданный им карикатурный образ немецкого обывателя стал почти нарицательным.
Трансляция праздничного выпуска по разным немецким телеканалам в канун Нового года давно стала традицией, которой в 2013 году исполнилось 40 лет.